# La Mistrine
Albums de La Bottine souriante
Jusqu'aux p'tites heures
(1991) En spectacle
(1996)
La Mistrine est le huitième album studio du groupe de musique folklorique québécois La Bottine souriante sorti en 1994,,,,.
Les pistes sont pour la plupart des arrangements de pièces traditionnelles, avec l'ajout d'instruments modernes comme des cuivres. Il s'agit d'un des albums les plus achevé du groupe.
Le morceau Martin de la Chasse-galerie est l'un des plus célèbres du groupe, écrit par Michel Rivard et interprété par Michel Bordeleau.

## Liste des morceaux
| No  | Titre                                       | Durée |
| --- | ------------------------------------------- | ----- |
| 1.  | Le reel des soucoupes volantes              | 2:33  |
| 2.  | Ici-bas sur terre                           | 3:31  |
| 3.  | Martin de la Chasse-galerie                 | 3:54  |
| 4.  | La Mistrine                                 | 2:50  |
| 5.  | Le reel de la main blanche                  | 2:18  |
| 6.  | La tourtière                                | 3:19  |
| 7.  | Le reel irlandais (ou Bees wax, skin sheep) | 3:40  |
| 8.  | Christophe                                  | 6:12  |
| 9.  | La complainte du folkloriste                | 3:10  |
| 10. | Le rap à ti-pétang                          | 3:58  |
| 11. | Reel de la Sauvagine                        | 4:10  |
| 12. | Dans nos vieilles maisons                   | 3:39  |

## Récompenses et distinctions
En 1994, l'album obtient reçoit un Porc-épic dans la catégorie Prix Mme La Bolduc pour le folklore québécois.